# Ischyronota desertorum
Ischyronota desertorum es una especie de insecto coleóptero de la familia Chrysomelidae.
Fue descrita científicamente en 1833 por Gebler.